# IC 3850
IC 3850 је спирална галаксија у сазвјежђу Ловачки пси која се налази на листи објеката дубоког неба у Индекс каталогу.
Деклинација објекта је + 40° 6' 11" а ректасцензија 12h 52m 39,6s. Привидна величина (магнитуда) објекта IC 3850 износи 14,8 а фотографска магнитуда 15,6. IC 3850 је још познат и под ознакама MCG 7-27-1, PGC 43702.